# Genesis P-Orridge
Pour les articles homonymes, voir Genesis et GPO.
Genesis Breyer P-Orridge ou GPO, né Neil Andrew Megson le 22 février 1950 à Manchester et mort le 14 mars 2020 à New York, est un artiste, performeur, musicien et écrivain britannique. 
Il a fait l'objet de nombreuses controverses à la suite de ses performances conflictuelles des débuts, avec COUM Transmissions à la fin des années 1960 et au début des années 1970, puis avec le groupe Throbbing Gristle dès le milieu de cette décennie, précurseurs de la musique industrielle centrés autour de thématiques telles que la prostitution, la pornographie, l'occultisme ou les tueurs en série. Ses travaux musicaux ultérieurs avec Psychic TV lui valurent une reconnaissance plus large, et même quelques singles à succès commercial. Il a collaboré à la réalisation de plus de 230 productions musicales.

## Biographie

### Enfance
Neil Megson naît en 1950 à Manchester dans le quartier Victoria Park. Sa famille est familière de l'art, auquel il s'intéresse donc très tôt : son père, Ron, représentant la semaine, est pendant son temps libre un musicien amateur de jazz, qui apprécie particulièrement le Bebop et Nat King Cole; sa mère quant à elle travaille dans une usine mais joue aussi des rôles de figurante dans des spectacles de danse. Grâce à son père il découvre très jeune des musiques variées et avant-gardistes qui resteront pour lui des influences premières, parmi lesquelles on peut citer le poète beat William Burroughs, le compositeur et guitariste Frank Zappa, le free jazz et le musicien contemporain John Cage. En 1968 elle lance sa première performance artistique, en distribuant dans la rue des cartes postales sur lesquelles sont inscrits des mots comme « rosée », « arc-en-ciel », « fleur »,.
Une photographie de Neil à 5 ans figure sur la pochette de l'album A Hollow Cost. Pendant son adolescence il fréquente l'école Solihull. Il s'intéresse beaucoup à l'occultisme (sa grand-mère est médium). La famille Megson vit à l'orée de la forêt Epping, à Loughton dans l'Essex.

### 1965-1969: changement d'identité
En 1965, Neil, alors étudiant à l'université de Hull, se fond dans le personnage de Genesis P-Orridge qu'elle s'est créé. Il enregistre son premier disque sous ce nom, Early Worm, en 1968 (un seul exemplaire fut pressé ; en avril 2008, le label discographique américain Dais Records a sorti une édition limitée à 500 exemplaires du LP Thee Early Worm, récupéré depuis les bandes originales par voie numérique, puis mastérisé pour une édition en vinyles, avec un livret de Genesis P-Orridge ). Le successeur de cet album d'improvisation sur des instruments fabriqués par lui-même, Catching the Bird, ne sortit jamais.
Le 5 janvier 1971, il change légalement de nom grâce à une législation britannique encore très permissive sur ce point ; il s'en tire avec des frais administratifs de deux guinées seulement (environ 5£). Il remet en question l'identité de genre et accepte l'usage de tous les pronoms (« il », « elle » ou le « they » singulier) pour s'y référer.
À cette époque, la famille Megson vivait à Solibu, une banlieue de Birmingham. Le grenier de la maison de Links Drive n'était pas seulement le repaire de P-Orridge mais aussi son premier studio, où Early Worm fut enregistré.
D'après Genesis P-Orridge, Deroy Sound, le laboratoire où Early Worm fut pressé, avait auparavant également pressé des discours enregistrés à la radio et à la télévision d'Adolf Hitler, pour le compte du tueur en série Ian Brady. Plus tard, avec Throbbing Gristle, Genesis P-Orridge écrira un morceau appelé Very Friendly à propos de Brady et de sa complice Myra Hindley.
Sur la pochette d'Early Worm on peut voir des citations de John Cage, son livre Silence étant une source d'inspiration pour Genesis P-Orridge.

### 1969-1976: COUM
En 1971, P-Orridge rencontre William S. Burroughs après avoir brièvement correspondu avec lui. Burroughs lui présente Brion Gysin, qui devient une des influences majeures de P-Orridge, aussi bien sur le plan des idées que sur le plan artistique, et l'initie au magick.
P-Orridge quitte l'université en 1969 et rejoint une communauté nommée Exploding Galaxy à Londres. Les membres de cette communauté vivent de façon stricte et abandonnent toute notion de classe sociale et de vie privée. Ils rejettent toutes les conventions sociales, se déguisent et participent à des jeux de rôle.
Il retourne à Hull et, sous l'influence de cette communauté, forme un collectif de performance artistique baptisé COUM Transmissions, qui pratique de longues improvisations musicales souvent grossières (aucun membre n'est musicien de formation). En fin d'année il est rejoint au sein du collectif par sa future compagne, Christine Carole Newby, qui changera elle aussi de nom pour devenir Cosey Fanni Tutti en 1973. Sous l'influence de Tutti, les performances de COUM, à l'origine centrées sur la musique, deviennent de véritables happenings de plus en plus extrémistes et focalisés sur les tabous, le sexe, le paranormal, le sadisme, l'automutilation, la scatologie etc. Peter "Sleazy" Christopherson d'abord spectateur des performances de COUM, se joint au collectif en 1974.
Tutti travaille en tant que secrétaire, stripteaseuse et performer pornographique. L'exposition Prostitution, présentée du 19 au 26 octobre 1976 à l'Institute of Contemporary Arts (ICA) à Londres, inclut la projection d'une vidéo mélangeant des photographies érotiques et pornographiques avec d'autres tout à fait banales de Tutti, ainsi que des tampons hygiéniques usagés insérés de façon incongrue dans des cadres divers. Des gardes travestis, des punks et autres gens déguisés de façon curieuses sont engagés pour se mêler au public de la galerie.
Le spectacle provoque un débat au Parlement du Royaume-Uni. Dans la Chambre des communes, le représentant conservateur écossais Sir Tory Nicholas Fairbairn demande une explication au ministre des Arts Harold Lever, mettant en cause l'attribution de subventions publiques à ce genre d'évènements. La presse anglaise se fait immédiatement le relais de cette indignation. Dans le Daily Mail du 19 octobre, Fairbairn qualifie l'exposition d'« Outrage révoltant. Sadique. Obscène. Diabolique. », ajoutant une phrase qui marquera le début d'une légende: « Ces gens sont des fossoyeurs de la civilisation » (« Wreckers of civilisation »).
Gen et Cosey font des découpages de ces articles criant au scandale et élaborent des collages, qui sont à leur tour intégrés à l'exposition.
Vers la fin de son existence, les performances de COUM se limitaient à un petit nombre de protagonistes: P-Orridge, Cosey, Sleazy et Chris Carter un noyau qui allait bientôt devenir Throbbing Gristle.

### 1976-1981: Throbbing Gristle
P-Orridge affirme vouloir toucher un maximum de personnes à travers son art ; il estime que la performance artistique n'est pas le moyen le plus approprié pour ce faire et décide donc de se consacrer plus exclusivement à la musique, grâce à laquelle il espère pouvoir considérablement élargir son auditoire.
Throbbing Gristle (TG) est officiellement fondé le 3 septembre 1975, sous la forme d'un groupe de rock à quatre membres. Le premier concert du groupe a lieu dans une galerie d'art londonienne (la Air Gallery) le 6 juillet 1976. Le groupe jouait dans une pièce, la musique étant diffusée dans une pièce adjacente. Christopherson travaille aux effets spéciaux, notamment en projetant des cicatrices virtuelles sur ses partenaires, tandis que Carter utilise, lui, un véritable rasoir pour se balafrer.
Le dernier concert de cette première période de TG se tient le 29 mai 1981 à San Francisco ; un disque intitulé Mission of Dead Souls en sera tiré la même année. À l'invitation de Mute Records, TG se reformera en 2004 pour définitivement se désunir en 2010 après la réalisation de nombreux projets de disques, de tournées et d'expositions.

### Psychic TV

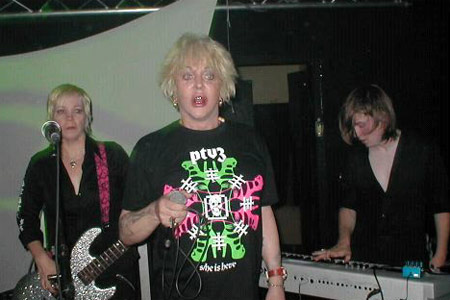
Genesis P-Orridge (centre) avec Alice Genese (gauche) et Markus Persson (droite) de Psychic TV à Cologne en 2004

Psychic TV se forme en 1981, à la suite des encouragements d'Alex Fergusson d'Alternative TV de prendre un nouveau départ. Les collaborations entre eux remontent aux premiers temps d'ATV, où Genesis a tenu le rôle de batteur. La première chanson du groupe est Just Drifting, basée sur un poème de P-Orridge. Peu de temps après, Genesis et Paula P-Orridge (née Alaura O'Dell) se marient à Tijuana. Cette dernière deviendra l'une des membres les plus actives du groupe.
En 1981, Genesis P-Orridge fonde également Thee Temple ov Psychick Youth (TOPY), une association de magie du Chaos associée à Psychic TV, se définissant comme une « anti-secte ». L'association est désactivée en 1991, suivant une panique morale qui mène à un documentaire de Channel 4 accusant fallacieusement TOPY de pédophilie et à une descente de police à leur siège. À la suite de ces incidents, P-Orridge s'exile aux États-Unis. TOPY est critiqué par le journaliste Dan Siepmann, selon qui l'association était une façade masquant un culte de la personnalité et des abus de pouvoir.
Au cours de sa longue existence (plus de 20 ans), Psychic TV s'essaiera à des registres très variés sur le plan musical (de la musique industrielle dans la lignée de TG à l'acid house, dont il est un précurseur au Royaume-Uni, en passant par un rock plus classique, proche de celui du Velvet Underground) et sera très prolifique, tant au niveau des nombreux concerts donnés (ce qui est un gros contraste en comparaison avec TG) que de la production discographique. Ainsi en 1988 le groupe entre dans le Livre Guinness des records pour être celui ayant publié le plus grand nombre de disques (quatorze) en l'espace de dix-huit mois.
Après une parenthèse de presque un décennie, le groupe fait son retour sur scène en 2003 sous le nom de PTV3 avec des effectifs entièrement renouvelés, à l'exception de P-Orridge. L'année suivante le groupe effectue une importante tournée en Europe, couvrant 16 pays, et aux États-Unis. En 2004, Throbbing Gristle est reformé et sort un nouvel album, le premier depuis vingt-cinq ans; Genesis poursuit en parallèle son travail avec PTV et retourne en studio. En janvier 2006 la sortie du nouvel album est annoncée. Hell is Invisible... Heaven is Her/e, enregistré à New York, inclut d'illustres collaborateurs sur certaines pistes, comme Nick Zinner (Yeah Yeah Yeahs) et Gibby Haynes (Butthole Surfers). Genesis le décrit comme un « Dark Side of the Moon pour le XXIe siècle ».

### Années 2000

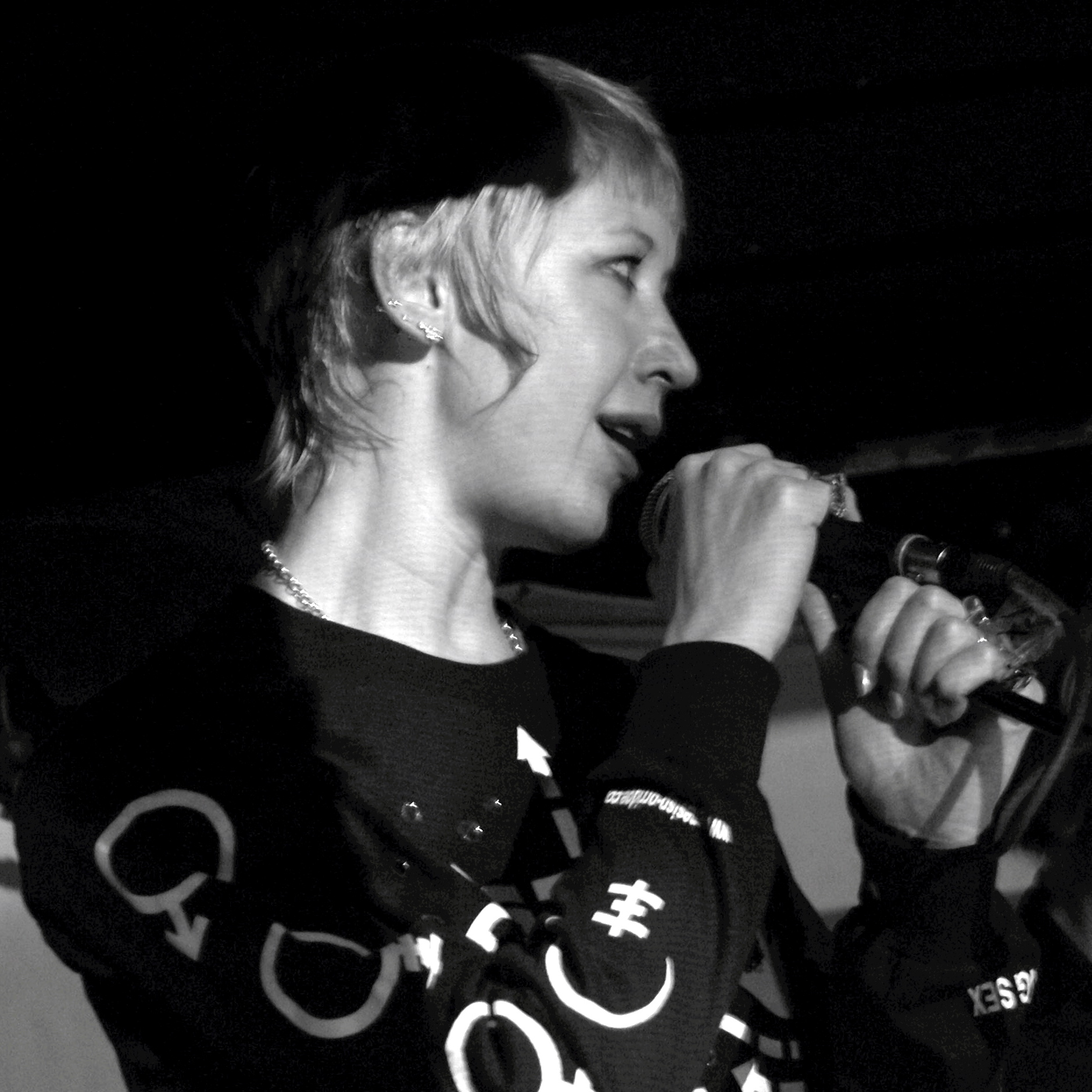
Lady Jaye Breyer P-Orridge.

Genesis s'installe à Brooklyn, New York avec sa seconde femme, Lady Jaye, née Jacqueline Breyer, également membre de son nouveau groupe Thee Majesty, et toutes deux se lancent dans une expérimentation corporelle inédite: elles subissent tous deux des opérations de chirurgie plastique dans le but de devenir physiquement semblables. « L'idée n'est pas d'être jumeaux mais d'être deux parties d'un nouvel être », un être "pandrogyne" (pandrogynous) qui s'appellerait "Genesis Breyer P-Orridge". Genesis a notamment reçu des implants mammaires et a commencé à parler d'elle-même en utilisant le pronom anglais "she". Un documentaire de Marie Losier, The Ballad of Genesis and Lady Jaye, sorti en 2011, retrace l'histoire de cette double transformation.
2004 a été l'année de la reformation de Throbbing Gristle, avec de nouveaux concerts, suivis de trois nouveaux albums.
Le 11 octobre 2007, Genesis Breyer P-Orridge annonce le décès inattendu de Lady Jaye Breyer P-Orridge. Lady Jaye est apparemment morte soudainement le 9 octobre d'une maladie cardiaque qui n'avait pas été diagnostiquée liée à son cancer de l'estomac,.

### Du retrait de la tournée 2009 à 2016
En septembre 2009, un collage rétrospectif de P-Orridge, intitulé « 30 Years of Beign Cut Up », ouvre à l'Invisible-Exports, une galerie d'art contemporain située à Lower East Side à Manhattan, New York City. En novembre 2009, il est annoncé que P-Orridge se retirerait des tournées de tous les groupes auxquels il participe (incluant Throbbing Gristle et Psychic TV) pour se concentrer à l'art, l'écriture et la musique.
En juin 2010, P-Orridge vend sa propriété à Ridgewood, organisant une vente de garage dans le sous-sol d'une galerie d'art locale pour vendre un éventail d'effets personnels, en plus d'une panoplie de godemichés. Cela accompli, il déménage pour s'établir dans un appartement ne comportant qu'une seule chambre à New York dans le quartier de Lower East Side, où il continue de produire de l'art depuis sa demeure. P-Orridge reprend une tournée avec Psychic TV en 2016 avec la sortie de leur album Alienist. La tournée dura de mi-septembre jusqu'au début du mois de décembre, avec des concerts en Grèce, en Israël, en Pologne, en Russie, en Ukraine, au Royaume Uni et aux États-Unis d'Amérique.
En août 2015, P-Orridge obtient publicité d'une interview déterminante de Caitlyn Jenner qui se décrit elle-même comme une porte-parole pour la communauté transgenre, déclarant que Jenner était désemparée et qu'elle n'avait aucune idée de ce à quoi la vie pouvait ressembler pour la majorité des personnes transgenre vivant à travers le monde. Lors de l'été 2016, le travail artistique de P-Orridge fait l'objet d'une exposition, « Try to Altar Everything », au Rubin Museum of Art à New York City. L'exposition comprend des peintures, des sculptures et des installations inspirées par la mythologie hindoue rencontrée à Katmandou,,. En juin 2016, P-Orridge figure en tant que modèle dans une campagne du designer Marc Jacobs, qui décrit P-Orridge comme « une sorte de définition vivante de réalité et d'authenticité ».
En octobre 2017, Genesis Breyer P-Orridge annonce qu'il est atteint de leucémie et entame une campagne de financement pour payer les traitements nécessaires à sa guérison. Il meurt le 14 mars 2020, âgé de 70 ans, des suites de sa maladie.

## Réception et héritage
Selon le New York Magazine, P-Orridge est devenu « une icône de l'avant-garde londonienne » en 1976 . Rédactrice pour The New Yorker en 2016, la reporter Hermione Hoby compara P-Orridge à une « figure culte » considéré étant « un trésor de l'avant-garde par l'institution globale de l'art » . En 2022, une exposition en hommage à l'œuvre de P-Orridge, intitulée We Are But One, et curatée par Benjamin Tischer, est montrée à l'espace d'art Pioneer Works à Brooklyn. 

## Accusations de maltraitances et abus sexuels
En 2017, dans son autobiographie, Cosey Fanni Tutti, l'ex-compagne de Genesis P-Orridge, l'accuse d'avoir tenté de l'assassiner, d'avoir fait pression sur elle pour participer à des orgies orchestrées par P-Orridge et pour avoir des relations sexuelles non-protégées ayant résulté en un avortement, et de diverses autres maltraitances. P-Orridge répond à ces accusations en déclarant que « Peu importe ce qui vend un livre, cela vend un livre », puis en affirmant n'avoir pas lu le livre,.

## Discographie

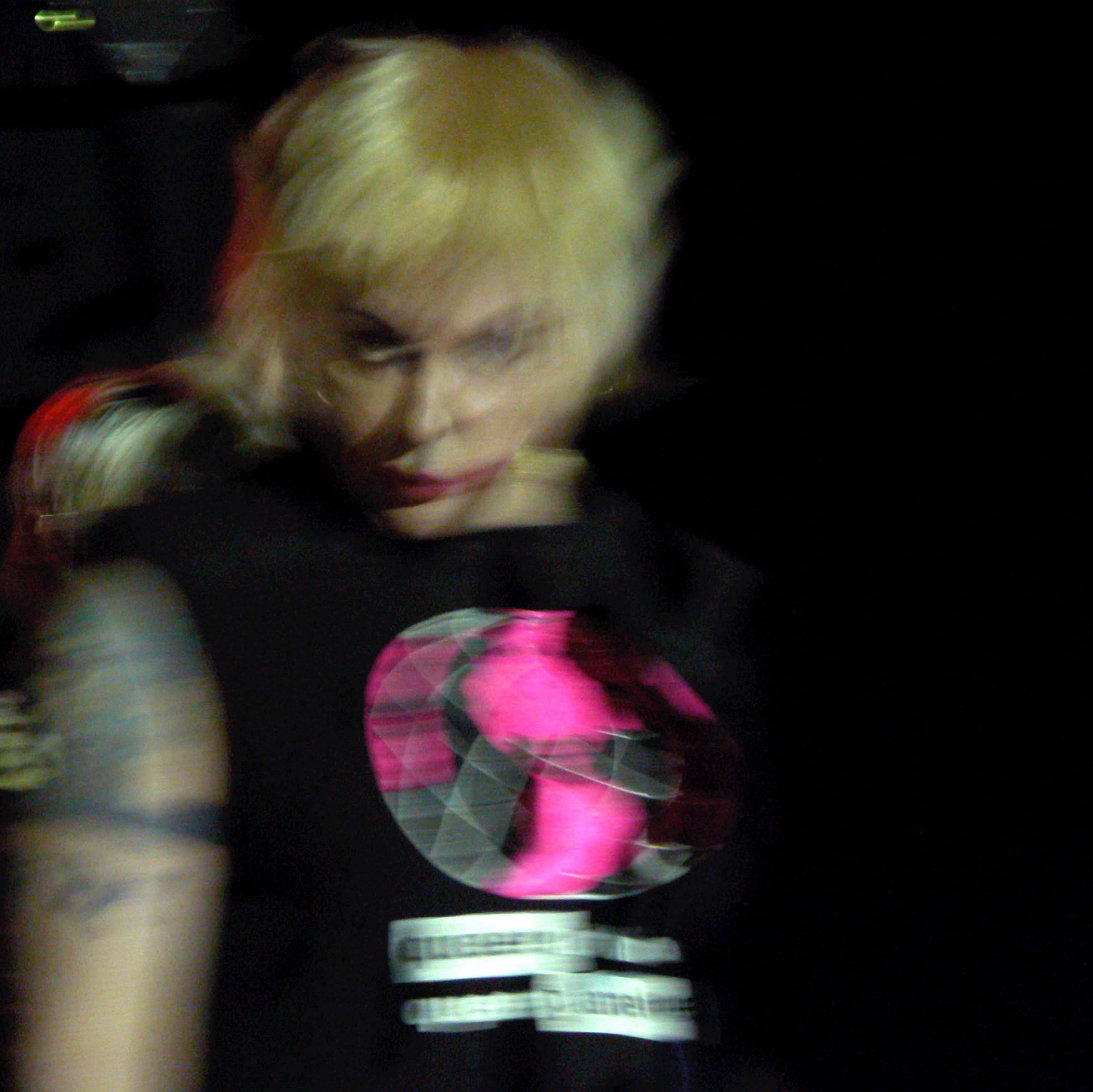
Genesis P-Orridge.

Note : ne sont ici répertoriées que les productions solo de Genesis P-Orridge. Pour les disques réalisés avec Throbbing Gristle, voir Discographie de Throbbing Gristle.
- Interview By TOPYSCAN
- The Industrial Sessions 1977
- What's History (1983)
- Je T'Aime (1985)
- Alaura/Slave Priest (1990)
- What's History (1990)
- At Stockholm (1995)
- Vis Spei (1995)
- A Perfect Pain (1999)
- Direction Ov Travel (2002)
- Painful 7 Inches (2002)
- Wordship (2003)
- When I Was Young (2004)

#### En anglais
- Edited by Nicolas Ballet with personal explanations and insights added by Genesis Breyer P-Orridge Genesis Breyer P-Orridge: Nekrophile, vol. 1 – « Archives and Documents » & vol. 2 – « Messages and Prophecies », Toulouse, Timeless Editions, 2018.
- Ford, Simon. Wreckers of Civilisation: The Story of COUM Transmissions and Throbbing Gristle. Black Dog Publishing, 1999.  (ISBN 1-901033-60-0)
- P-Orridge, Genesis, Douglas Rushkoff (préface) et Carl Abrahamsson (introduction). Painful but Fabulous: The Life and Art of Genesis P-Orridge. Soft Skull Press, 2002.  (ISBN 1-887128-88-3)
- P-Orridge, Genesis. "Magick Squares and Future Beats." Book of Lies: The Disinformation Guide to Magick and the Occult. The Disinformation Company, 2003: 103-118  (ISBN 0-9713942-7-X)
- Vale, V. et John Sulak (2001). Modern Pagans. San Francisco: Re/Search Publications.  (ISBN 1-889307-10-6)
- Williams, Sheldon. "Genesis P-Orridge". pp. 770–772 dans Naylor, Colin & Genesis P-Orridge (éditeurs). Contemporary Artists. Macmillan Press/St Martin's Press, 1977.  (ISBN 0-333-22672-0)
- Visco, Gerry. S/HE IS (STILL) HER/E: Memorial for Lady Jaye Breyer P-Orridge. New York Press, 8 mars 2008[1].

#### En français
- Michka Assayas, Dictionnaire du rock, Éditions Robert Laffont, coll. « Bouquins », Paris, 2000,  (ISBN 2-221-09224-4).
- Nicolas Ballet, « Voyage spirituel de Genesis P-Orridge », La Spirale, 21 mars 2020
- Éric Duboys, Industrial Music for Industrial People, Camion Blanc, 2007, 557 p. (ISBN 978-2-910196-49-3)
- P-Orridge, Genesis, To Be Ex-Dream, texte bilingue français / anglais, L'Art Pénultième / EPAC - 1997 - 120 pages n&b et coul.)
- Anysia Troin-Guis, « Genesis Breyer P-Orridge. The Final Report : s/he is (still) her/e », Revue 02,‎ mars 2020 (lire en ligne)
- Christophe Becker, Géométrie de la souffrance: Genesis P-Orridge + William S. Burroughs, Riveneuve, coll. « En marge ! », 2022 (ISBN 978-2-36013-656-8)